# Миля за годину
Миля за годину — одиниця вимірювання швидкості англійської системи мір, що виражає значення в милях, пройдених за одну годину. У наш час використовується у Великій Британії та США як стандартна одиниця вимірювання швидкості та її обмеження.
У деяких країнах, що офіційно використовують Міжнародну систему одиниць (SI), за традицією або через відносно недавній перехід на метричну систему, дорожні знаки обмеження швидкості залишаються, відповідно, в милях і милях за годину. До них належать: Багами, Беліз, Самоа (з дублюванням в км/год), окремі карибські країни. Особлива ситуація склалася у Ліберії та М'янмі: ці дві держави поряд зі США офіційно ніколи не використовували метричну систему. В обох країнах правобічний рух, використовуються як автомобілі з лівим кермом, так і велика кількість старих японських автомобілів (особливо у другій), але якщо в Ліберії зустрічаються знаки «американського зразка», то в М'янмі стан речей ускладнюється застосуванням у побуті місцевих одиниць вимірювання та відсутністю дублювання тексту і навіть цифр дорожніх знаків з місцевої писемності на латиницю. 
Також часто використовується для вираження швидкості передачі м'яча під час різних спортивних заходів, наприклад, в крикеті, тенісі і бейсболі. В англомовному середовищі використовуються скорочення mph або MPH (англ. miles per hour).
В SI основною одиницею вимірювання швидкості є м/с. Обмеження швидкості в більшості країн зазначаються в км/год.
В мореплаванні й авіації, проте, як одиниці вимірювання швидкості використовуються вузли: один вузол дорівнює одній морській милі за годину.

## Конвертація
1 миля за годину дорівнює:
- 0,44704 м/с (похідна одиниця SI)
- 1,609344 км/год
- 1,4667 футів в секунду (= 22/15 футів в секунду)
- близько 0,868976 вузла

1 миля — це 5280 футів або 1760 ярдів, або 1609,344 метра. 1 година — це 60 хвилин або 3600 секунд.
|              | м/с      | км/год   | миля/год | вузол    | фут/с    |
| ------------ | -------- | -------- | -------- | -------- | -------- |
| 1 м/с =      | 1        | 3,6      | 2,236936 | 1,943844 | 3,280840 |
| 1 км/год =   | 0,277778 | 1        | 0,621371 | 0,539957 | 0,911344 |
| 1 миля/год = | 0,44704  | 1,609344 | 1        | 0,868976 | 1,466667 |
| 1 вузол =    | 0,514444 | 1,852    | 1,150779 | 1        | 1,687810 |
| 1 фут/с =    | 0,3048   | 1,09728  | 0,681818 | 0,592484 | 1        |